# 視力測試
眼科检查，是一系列用于评估视力、聚焦能力和辨别物体能力的测试。这些检查还包括与眼睛相关的其他测试和检查。眼科检查主要由验光师、眼科医生或视光师进行。医疗专业人士通常建议所有人定期进行全面的眼科检查，作为常规初级保健的一部分，尤其因为许多眼病在早期没有症状。
眼科检查可以检测到可能可治疗的致盲性眼病。有眼部症状的全身性疾病，肿瘤或其他脑部异常的迹象也可能在眼科检查中被检测到。
全面的眼科检查包括对病史的详细评估，随后进行八个步骤的检查：视力、瞳孔功能、眼外肌运动和斜视、眼内压、视野范围、外部检查、裂隙灯检查以及通过散瞳进行的眼底检查。
最基本的眼科检查包括视力测试、瞳孔功能测试、眼外肌运动以及通过未散瞳进行的直接眼底镜检查。

## 病史
收集病史是眼科检查的第一步，也是至关重要的一步。许多眼部疾病与全身健康有关，许多全身性疾病也可能在眼部表现出来。某些全身用药可能会引起眼部副作用，因此需要定期进行眼科检查。个人和家族的眼病史可以帮助医护人员识别高风险个体，从而进行早期干预。

### 常见主诉
进行眼科检查的常见主诉包括视力丧失（暂时性或持续性）、视力模糊、复视、看到光闪和看到飞蚊。

### 系统性疾病
糖尿病
糖尿病可能会导致视力变化。长时间患有糖尿病的人可能会出现早发性白内障和糖尿病视网膜病变。
高血压
长期高血压可能导致视网膜血管的微血管损伤，从而引发高血压性视网膜病变。
恶性高血压可能导致视神经乳头水肿，即视神经的肿胀。这是一种医学紧急情况，可能导致失明。
自身免疫性疾病
自身免疫性疾病会以多种方式影响眼睛。最常见的是，格雷夫斯病可能导致格雷夫斯眼病或甲状腺相关性眼病（TED）。干燥综合征会表现为干眼症。

## 八步眼科检查

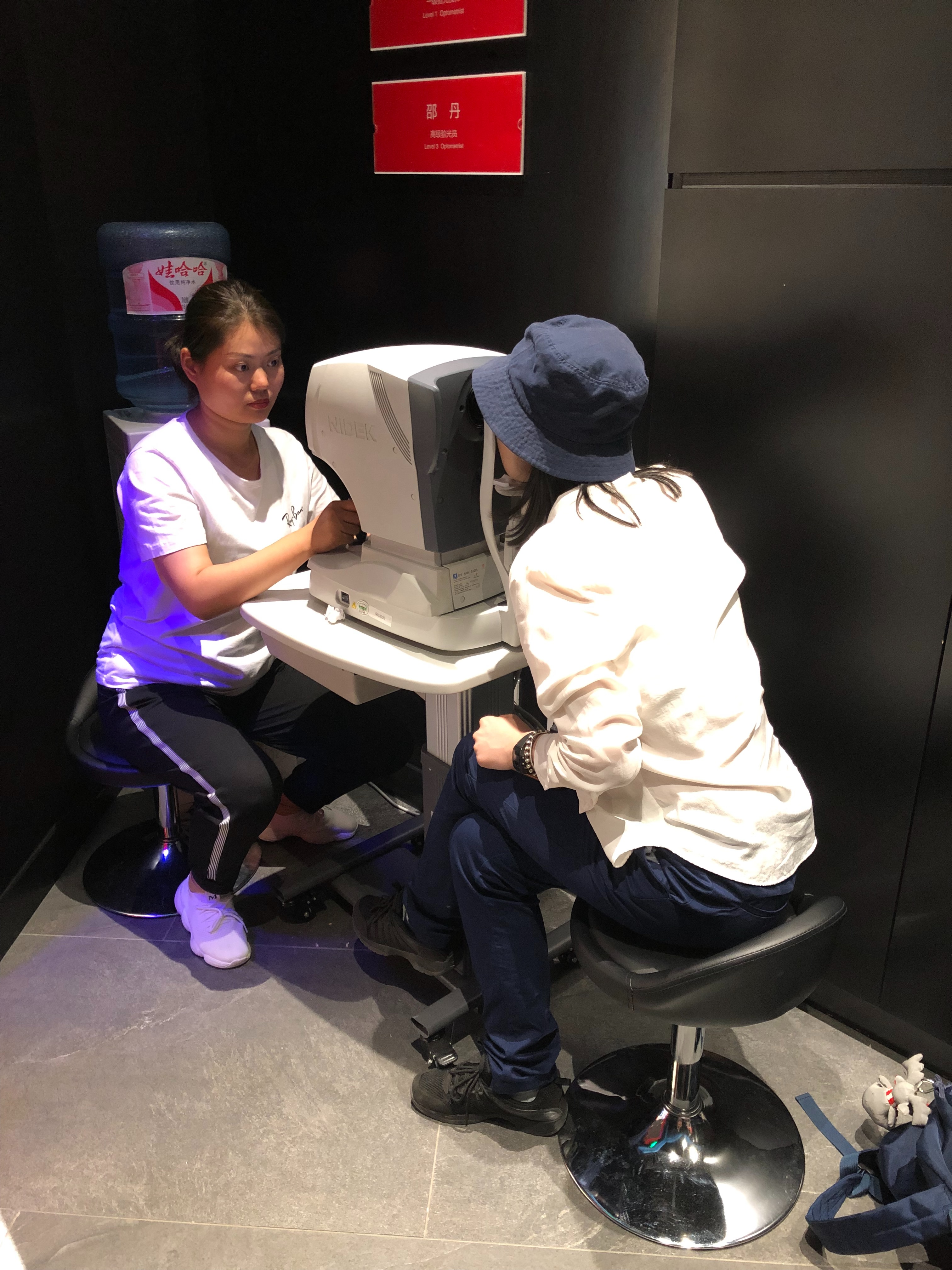
正在进行视力测试的验光师（左）和受试者（右）

1. 视力测试
2. 瞳孔功能检查
3. 眼外肌运动和斜视
4. 眼内压测量
5. 视野检查
6. 外部检查
7. 裂隙灯检查
8. 眼底检查